# Friedrich Funder
Friedrich Funder (* 1. November 1872 in Graz; † 19. Mai 1959 in Wien) war österreichischer Journalist und katholischer Publizist. Als langjähriger Herausgeber der christlich-sozialen Wiener Tageszeitung Reichspost (1894–1938) prägte er die politische Berichterstattung in der Monarchie und trug wesentlich zum raschen Aufstieg der Christlichsozialen Partei bei.
Funder trat 1896 in die Reichspost ein und wurde 1902 ihr Chefredakteur sowie leitender Funktionär des Cartellverbandes (katholischer Studenten- und Akademikerverband). Er vertrat die christliche Soziallehre, eine Politik für den Mittelstand und eine slawenfreundliche Reform der Monarchie Österreich-Ungarns. Nach der Republiksgründung 1918 war er eine gewichtige Stimme gegen den allgemein gewünschten „Anschluss“ des nunmehrigen Kleinstaates an Deutschland.
Sein politikhistorisches Buch Vom Gestern ins Heute schildert den Übergang des Kaiserreichs Österreich-Ungarn zur Republik Österreich und die brisanten Jahre der Zwischenkriegszeit. Zu Kriegsende aus dem KZ befreit, gründete er noch 1945 Die Furche, ein bis heute bestehendes Politik- und Ethik-Magazin.

## Leben

### Kindheit und Jugend
Friedrichs Vater war der Grazer gelernte Zuckerbäcker, Hobbypoet und letztlich „Statthaltereioffiziant“ Ludwig Funder (* 1845, † 1917). Nach Wanderjahren im Zeitbereich 1862–1865, die Ludwig Funder durch Österreich, Deutschland und England führten, kehrte dieser wieder zurück nach Graz. Das bemerkenswerte Tagebuch dieser Wanderjahre blieb erhalten. Es wurde im Jahr 2000 in der Buchreihe „Damit es nicht verloren geht ...“ als Band 45 publiziert.
Zurück in Graz heiratete Ludwig Funder 1869 seine Jugendliebe Julie Mangold († 1907). In Sachsen gründeten sie einen kleinen Betrieb. Wirtschaftliche Schwierigkeiten zwangen sie, die Bäckerei 1879 aufzugeben. Die Familie zog in einen kleinen Industrieort bei Dresden, da Ludwig Funder dort einen Arbeitsplatz fand. Diese Zeit erweckte im damals siebenjährigen Friedrich eine Vorahnung dessen, was Proletariat und Arbeitersein bedeutete. Auch prägte ihn die protestantische Umwelt, welche die katholische, österreichische Familie noch mehr in eine Ghetto-Situation brachte.
Im Jahre 1887 reiste die Familie Funder wieder zurück nach Graz und Friedrich besuchte ab diesem Zeitpunkt das „fürstbischöfliche Knabenseminar“, um Priester zu werden. Das Schulsystem von Sachsen unterschied sich stark von dem Österreichs, weshalb Friedrich einige Semester länger am Seminar verbringen musste. Seine Lehrer erkannten schon früh seine journalistische Begabung. Er betätigte sich in der von ihm mitbegründeten, geheimen literarischen Gesellschaft „Der Eichenbund“. Aus ihr entstand später die offizielle Schülerzeitung Walhalla. Friedrichs Maturareise führte ihn 1892 nach Linz zum 3. österreichischen Katholikentag. An dieser Großveranstaltung wurde die Resolution gefasst, als Gegenpol zu der damals unumschränkt dominierenden liberalen Presse ein „modernes, unabhängiges Tagblatt für das christliche Volk Österreichs“ zu gründen. Aus diesem Projekt ging 1894 die Zeitung Reichspost hervor, deren Chefredakteur später Friedrich Funder wurde.

### Die Wende zum Journalismus
Mit Zweifel, jedoch entschlossen Priester zu werden, immatrikulierte er an der Theologischen Fakultät der Universität Graz. Dort trat er am 30. Mai 1893 der KÖHV Carolina Graz im ÖCV bei. An den Grazer Hochschulen nahmen die Feindseligkeiten gegen diese, damals einzige bestehende katholische, farbentragende Korporation kritische Formen an. Im Oktober 1893 wurden 20 Mitglieder der Carolina von einigen Hundert rechts-nationalen Studenten angegriffen. Die Polizei war machtlos. Als Funder dies sah, legte er seinen Talar ab und gesellte sich zu den Angegriffenen. „Wurde dieses Häuflein katholischer Studenten bedrängt, so wollte ich wenigstens in seiner Mitte sein“, so schrieb Funder später in seinen Memoiren. Daraufhin wurde der Theologiestudent wegen angeblicher Gewalttätigkeit von der Polizei verhaftet, schließlich aber freigesprochen. Von diesem Ereignis geprägt, fasste er den Plan, katholischer Journalist zu werden. Die bürgerlich-liberale Presse berichtete über solche „Aktionen“ gewöhnlich im Sinne der rechtsgesinnten Burschenschaften. Daher formulierte Friedrich Funder für sich das Ziel, sich in den Dienst christlicher Massenaufklärung zu stellen.
Mit Unterstützung einiger Professoren gelangte er nach Wien, wo er seine juristischen Studien aufnahm. Dort wurde er Mitglied der KaV Norica Wien. Sein Geld verdiente er anfänglich als Privatlehrer und Korrekturleser bei der Zeitung Reichspost, die ihn 1896 als Redakteur aufnahm. Zwei Jahre später promovierte Friedrich Funder zum Doktor juris an der Universität Wien, womit eine steile Karriere begann. Bereits als 30-Jähriger wurde er 1902 Chefredakteur der wichtigsten christlich-sozialen Zeitung Österreich-Ungarns, der Reichspost, die er bis zu ihrem Verbot 1938 führte, und 1904 ihr Herausgeber. In dieser Position hatte er die Politik der Christlichsozialen Partei entscheidend beeinflusst und wurde so eine Schlüsselfigur der politischen Entwicklung vor dem Ersten Weltkrieg.
Funder unterstützte den politischen Trialismus, die slawenfreundlichen Reformversuche des Thronfolgers Franz Ferdinand. Die Reichspost selbst wurde für politisch interessierte Kreise und für katholische Leser der Mittelschicht konzipiert. Sie vertrat eine politisch konservative, christlich-soziale, aber wirtschaftlich antisemitische Linie und bildete ein starkes Gegengewicht zur mächtigen liberalen Presselandschaft.

### Der „Ministermacher“
Friedrich Funder ging nicht persönlich in die Politik, sondern sicherte sich durch die Reichspost eine gewisse Unabhängigkeit. 1905 kam es zu den ersten Kontakten zwischen dem Chefredakteur der Reichspost und dem Thronfolger Franz Ferdinand. Friedrich Funder arbeitete in der „Werkstatt im Belvedere“ an einer Neuordnung Österreich-Ungarns mit und gehörte somit zu dem engen Kreis der Berater des Erzherzogs. Dessen Ermordung beendete die ehrgeizigen Pläne, an denen auch Funder mitgearbeitet hatte. In der Ersten Republik verhalf er dann vielen politisch engagierten Menschen und deren Ideen zu Publizität, stellte sich selbst aber nicht ins Rampenlicht der politischen Bühne. Dennoch, oder vielleicht gerade deswegen, wurde er zum „Ministermacher“ und zum engen politischen Berater von Ignaz Seipel, Engelbert Dollfuß und später von Kurt Schuschnigg.
Während der Zeit des autoritären Ständestaats (Austrofaschismus) war Funder ab 1. November 1934 Mitglied des Staatsrates und von diesem ab 27. November 1934 in den Bundestag gewählt, wo er Mitglied des Kulturpolitischen Ausschusses war.

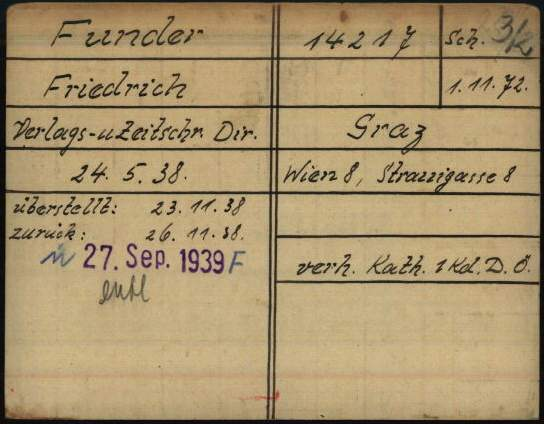
Registrierungskarte von Friedrich Funder als Gefangener in nationalsozialistischen Konzentrationslager Dachau

### Im Konzentrationslager Dachau
Am 13. März 1938 wurde Funder von der Gestapo verhaftet und in das Konzentrationslager Dachau und später in das Todeslager Flossenbürg deportiert. Erst durch mühevolle Interventionen des Vatikans wurde er dort 1939 freigelassen. Das Gebäude der Reichspost war inzwischen geplündert worden, und die Zeitung musste eingestellt werden. Funder erhielt ein Schreibverbot und erst nach 1945 konnte er ein neues Wochenblatt mit dem Namen Die Furche gründen.

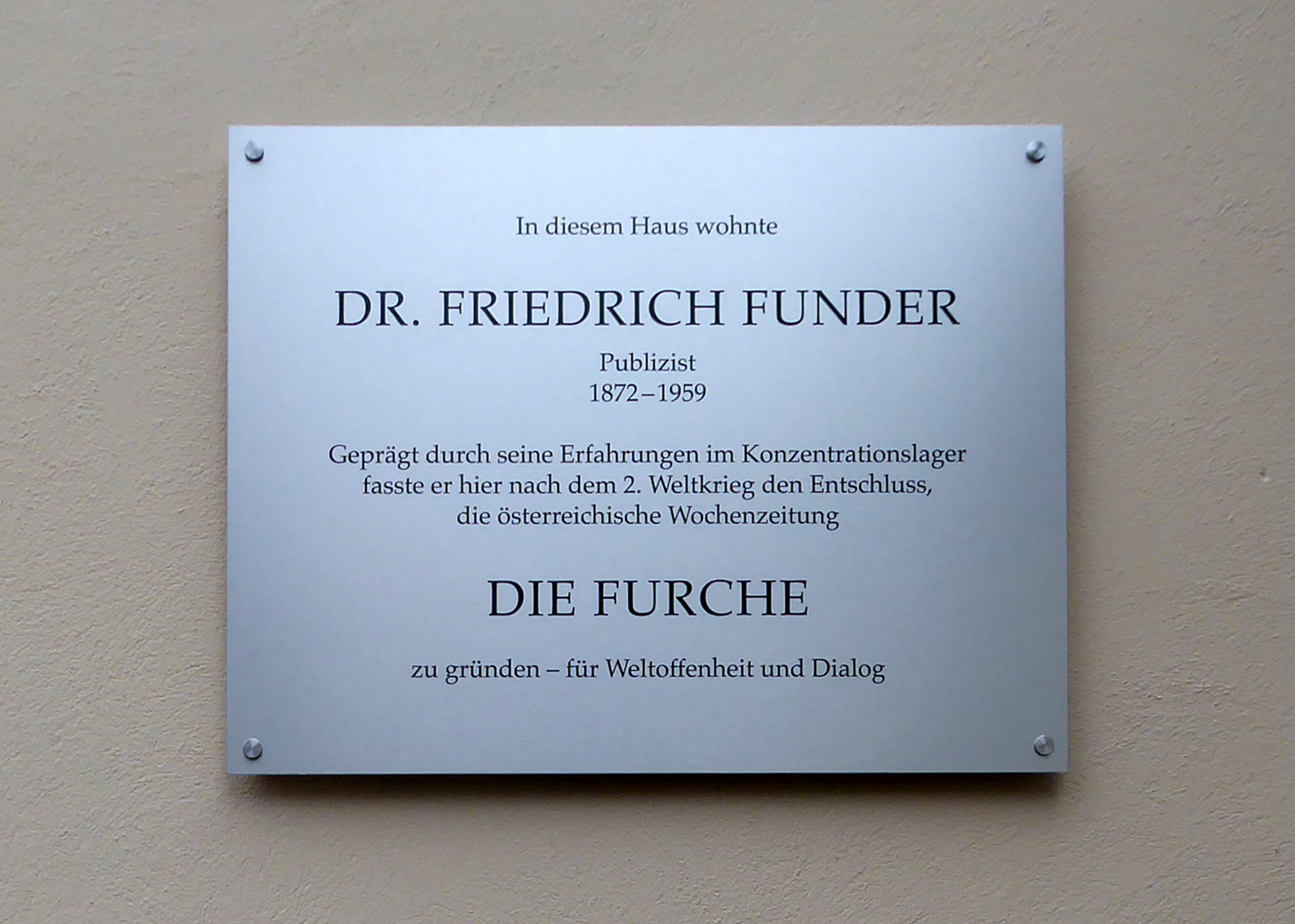
Zum 150. Geburtstag von Friedrich Funder wurde am ehemaligen Wohnhaus (Baden bei Wien, Eugengasse 1) eine Gedenktafel angebracht.

### Für ein neues Miteinander
Nach dem Zweiten Weltkrieg rief Friedrich Funder immer wieder zum inneren Frieden, Miteinander und zum Ausgleich auf. Eine Denkweise, die er in seiner Karriere vor dem Krieg nicht an den Tag gelegt hatte. Funder war während vieler Jahrzehnte oft ein harter Gegner der österreichischen Protestanten und ein Kämpfer von unbarmherziger Härte auf politischem Gebiet. In Folge seiner Gefangenschaft im KZ schien er seine öffentliche Tonart verändert zu haben. Danach trat er bestimmend für die Zusammenarbeit der beiden großen politischen Lager ein, da er angab, dass ihm klar geworden war, dass der Wiederaufbau Österreichs nur mit vereinten Kräften geschehen könne.
1953 erhielt er als Erster die höchste Auszeichnung des Österreichischen Cartellverbandes (ÖCV), das Band „„in vestigiis Wollek““ und er wurde ehrenhalber Mitglied der ÖCV-Verbindungen KÖStV Rudolfina Wien, KÖStV Nibelungia Wien, KÖStV Austria Wien und AV Austria Innsbruck.
Friedrich Funder wurde auf dem Hietzinger Friedhof bestattet.

## Friedrich Funder Institut
Im Jahr 1981 wurde die österreichische Journalistenschule Friedrich Funder Institut in Wien gegründet, dessen Zweck es ist, „christlich-soziale“ Journalisten auszubilden. Das Institut steht der katholischen Kirche, wie der ÖVP nahe. Neben seinem Ausbildungsprogramm bietet das FFI Aus- und Weiterbildung für etablierte Journalisten an. Im Bereich der angewandten Medienforschung beschäftigt sich das FFI mit der Kommunikator- und Wirkungsforschung, der Untersuchung des politischen Systems Österreichs, die Funktion der Neuen Medien und erstellt Lehrmittel und Unterrichtsmaterialien. Seit 2024 leitet der Niederösterreicher Marco Vorgic das FFI.

## Auszeichnungen
- 1953: Preis der Stadt Wien für Publizistik
- Komturkreuz des St. Gregorius-Ordens
- Komturkreuz des Piusordens mit dem Stern
- Goldenes Ehrenzeichen der Republik Österreich